# Cimetière des martyrs révolutionnaires

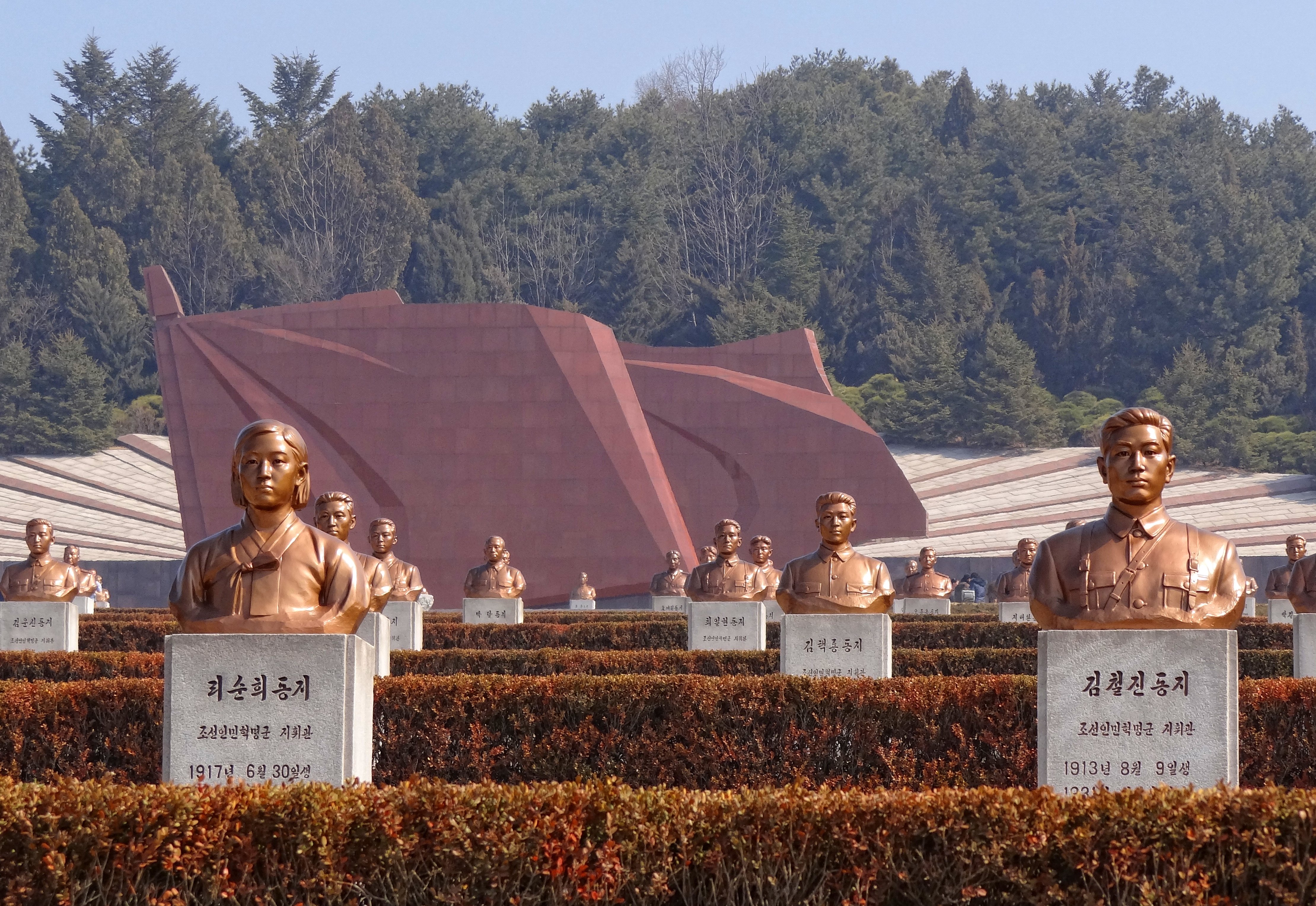
Bustes et monument principal

Le cimetière des martyrs révolutionnaires (coréen : 대성산 혁명 렬 사릉 ; Hanja : 大城 山 革命烈士 陵) est un cimetière et un mémorial aux soldats nord-coréens luttant pour la liberté et l'indépendance contre la domination japonaise. Il est situé près du sommet du mont Taesong (Taesongsan) dans le Taesong-guyŏk (en), juste à l'extérieur de Pyongyang, en Corée du Nord.

## Description

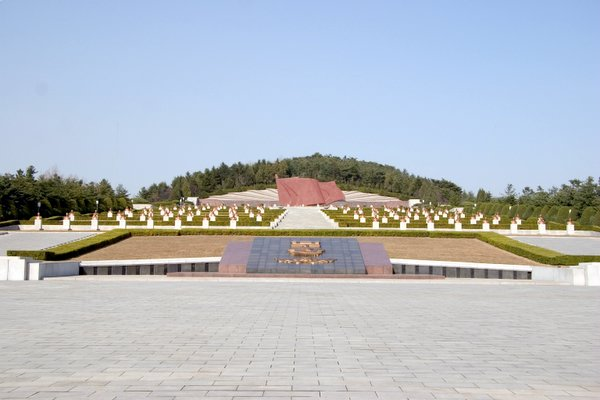
Vue d'ensemble du cimetière des martyrs révolutionnaires

Le cimetière avec des centaines de tombes a été achevé en 1975 et a été rénové et agrandi en octobre 1985. Il couvre une superficie de 30 hectares. L'entrée du cimetière est marquée par une porte monumentale de style coréen. Chacune des tombes est pourvue d'un buste en bronze. Au fond du mémorial, il y a un drapeau rouge bien visible en granit. Heo-nik Kwon et Byung-Ho Chung (2012) ont couvert le cimetière dans leur publication « Corée du Nord: au-delà de la politique charismatique », notant l'importance politique du cimetière pour les récits révolutionnaires de l'État nord-coréen et l'absence à grande échelle de tous les cimetières militaires ordinaires en Corée du Nord.

### Personnalités enterrées au cimetière
- Kim Jong-suk, première épouse de Kim Il-sung.
- Kang Pan-sok, mère de Kim Il-sung.
- Kim Chaek, général et homme politique.
- Nam Il (en), général et homme politique.
- Hyon Chol Hae, maréchal et homme politique.